# Brenzer Kanal
Der Brenzer Kanal ist ein künstlich geschaffener linker Seitenarm der Elde im Südwesten Mecklenburg-Vorpommerns.
Der Brenzer Kanal zweigt westlich von Garwitz von der Elde, deren kanalisierter Verlauf heute auch Müritz-Elde-Wasserstraße genannt wird, ab und verläuft zunächst parallel zu dieser. Nördlich der Neuhöfer Karpfenteiche knickt der Wasserlauf nach Osten ab, bis er auf die Landesstraße 81 trifft. Von hier an fließt das Wasser in südlicher Richtung zwischen den Orten Neustadt-Glewe und Neu Brenz hindurch, unterquert die Bundesstraße 191 sowie die Bundesautobahn 24 und mündet schließlich südlich von Neustadt-Glewe auf dem Gemeindegebiet von Blievenstorf in die Elde. In seinem Lauf wird das Fließgewässer durch Entwässerungsgräben zusätzlich gespeist.
Der Brenzer Kanal wurde 1862/1863 zum Zweck der Entwässerung eines Teils der Lewitz angelegt. Durch die Abführung des Wassers und den gesunkenen Wasserspiegel wurde es möglich, angrenzende Felder mit Pflügen und Gespannen zu bearbeiten.
Die Gesamtlänge des Grabens beträgt etwa 16,5 Kilometer.